# Adolf Etolin
Adolf Kárlovich Etolin, también Arvid Adolf Etholén (del ruso: Адольф Карлович Этолин) (Helsinki,  9 de enero de 1799 – Elimäki (Finlandia), 29 de marzo de 1876) fue un oficial naval y explorador finlandés contratado por la Compañía ruso-americana que pasó tres largos peridoso en la América rusa (1818-24, 1826-37 y 1840-45), donde se desempeñó como capitán de navío realizando tareas de abastecimiento y reconocimiento y exploración y llegando a ser Gerente General de la compañía desde 1840 hasta 1845 (a veces se menciona, aunque incorrectamente, como gobernador).

## Carrera
Nacido en una familia burguesa de habla sueca, Etolin se graduó en la Academia imperial Naval de Rusia en 1817. Algunos historiadores sostienen que habría viajado desde Rusia a América en la expedición de la fragata Kamchatka, al mando de Vasily Golovnin (1776-1831), pero hasta la fecha no hay documentos que corroboren ese hecho. Se le menciona en el libro de Kiril Timoféievich Jlébnikov, Baranov, Chief Manager of the Russian Colonies in America (1835) con el siguiente comentario de Aleksandr Baránov:

Si la Oficina principal me hubiera enviado anteshombres como ustedes, entonces muy probablemente habría tenido más éxito, y ha sido agradable pasar el rato en su compañía.
Kiril Timofeevich Khlĕbnikov

Etolin sirvió desde 1818 hasta 1825 como capitán de buque. Formó parte entre 1822 y 1824 de un grupo que reconoció y cartografió las islas Aleutianas y el mar de Bering. En 1833 exploró el golfo de Alaska. En 1834 ya era ayudante del gobernador de la América rusa y se convirtió en gobernador ("Gerente General") de la América rusa desde 1840 hasta 1845 (sucedió a Iván Antónovich Kupreiánov y fue sucedido por Mijaíl Tebenkov), periodo en el que promovió la exploración de Alaska y el mar de Bering. Luego fue miembro de la junta directiva de la citada Compañía ruso-americana en San Petersburgo, desde 1847 hasta 1859. Etolin murió en Elimäki, Finlandia.

## Legado
El nombre Etolin, basado en la versión rusa del nombre de Etholén, Adolf Kárlovich Etolin, se pueden encontrar en varios lugares en el mapa de Alaska:
- isla Etolin: isla situada en el archipiélago Alexander, en el sureste de Alaska; Esta isla ntes era la isla del duque de York y fue rebautizada en su honor por los Estados Unidos a raíz de la compra de Alaska de 1867;
- estrecho de Etolin, situado en la región occidental de Alaska entre la isla Nunivak y la isla Nelson, conecta la bahía Kuskokwim y el mar de Bering;
- monte Etolin, de 3.705 m, en la isla Etolin, que recibió su nombre del teniente comodoro Snow 1886;
- Etolin, localidad situado en las orillas de la bahía de Nushagak;
- Etolin, situado entre las bahías de Kvickak y Nushagak;
- cabo Etolin, en el suroeste de Vancouver, en el mar de Bering

La colección Etholén (Etholén Alaskassa)  en el Museo Nacional de Finlandia tiene una serie de elementos etnográficos de Alaska.